# Mulei Idris (cidade)
Mulei Idris (em francês: Moulay Driss ou Moulay Idriss), também conhecida como Mulei Idris Zerune (em árabe: مولاي إدريس زرهون; romaniz.: Moulay Driss Zerhoun ou Moulay Idriss Zerhoun), é uma pequena cidade e município do norte de Marrocos, que faz parte da prefeitura de Mequinez e da região de Mequinez-Tafilete. Em 2004 tinha 12 611 habitantes e estimava-se que em 2012 tivesse 12 633 habitantes.
É a cidade mais sagrada de Marrocos para os muçulmanos, por nela se encontrar o mausoléu do descendente direto do Profeta Maomé (era neto de Fátima, filha de Maomé), Mulei Idris (Idris I), o santo mais venerado de Marrocos, fundador da cidade em 1789 e da primeira dinastia árabe e muçulmana de Marrocos, a dinastia idríssida. É, por isso, o destino de peregrinação de muitos devotos — segundo a tradição, sete peregrinações a Mulei Idris equivalem a uma peregrinação a Meca. À semelhança de outras cidades sagradas marroquinas, esteve interdita aos não muçulmanos até 1917 e até aos primeiros anos do século XXI só os muçulmanos nela podiam pernoitar. Ainda hoje, algumas áreas da cidade nas imediações do mausoléu do santo estão interditas a não muçulmanos. Desde há várias gerações que a primeira visita oficial do rei de Marrocos após a sua coroação é a Mulei Idris.
Situa-se num local muito pitoresco, alcandorado nas encostas do Monte Zerune, em dois altos rochosos rodeados por três vales verdejantes e muito férteis, dominando a vasta planície do Saïs, 25 km a norte de Mequinez e 70 km a oeste de Fez. Do outro lado de um dos vales, a 4 quilómetros da cidade, encontram-se as ruínas de Volubilis, a cidade romana mais importante do que é hoje Marrocos.
Na cidade realiza-se o maior moussem (festa tradicional com origem religiosa) de Marrocos, que dura várias semanas a partir da última quinta-feira de agosto e atrai milhares de peregrinos, que instalam uma verdadeira cidade de tendas na encosta duma colina da cidade.
Apesar da entrada no mausoléu de Idris I lhes estar interdita e não existirem hotéis no interior da cidade (apesar de ser possível alugar quartos a particulares), esta atrai muitos turistas a não muçulmanos, pela beleza das paisagens, das ruas tradicionais e da atividade comercial. A cidade preservou como poucas a atmosfera das almedinas magrebinas. Uma das peculiaridades do lugar, ainda mais surpreendente por ser uma construção moderna (de 1939) num local tão tradicional e antigo, é o único minarete cilíndrico de Marrocos, revestido em azulejos verdes com arabescos. O mausoléu encontra-se no interior duma zauia e o seu aspeto atual resulta principalmente da reconstrução levada a cabo no século XVIII por Mulei Ismail. Durante o reinado de Haçane II (r. 1961–1999) foram feitos vários melhoramentos, nomeadamente a construção da Koubba Al-Hassania (cúpula sobre o mausoléu).
Desde 1995 que a cidade é candidata a Património Mundial segundo os critérios ii, iv e vi.